# نیکوس میشلیس
نیکوس میشلیس (زادهٔ ۲۳ مارس ۲۰۰۱) بازیکن فوتبال اهل یونان است وی هم اکنون برای باشگاه فوتبال آکادمیکو ویزئو در پست مدافع بازی می‌کند.